# Hassan Nazih
Hassan Nazih, né le 2 octobre 1918 à Tabriz et mort le 14 septembre 2012 à Courbevoie, est un homme politique iranien .
Il a été bâtonnier de l’ordre des avocats sous le régime du chah Mohammad Reza Pahlavi, puis a été nommé à la tête de la « Société nationale iranienne de pétrole » (SNIP/NIOC en anglais : ministre du pétrole) à la demande de représentants des cadres et des employés de cette société.

## Biographie

### Jeunesse
Il est né le 2 octobre 1918[réf. nécessaire] à Tabriz, en Iran. Il écrit son premier article à l’âge de 16 ans dans le journal Sahand. Il va à l'école élémentaire à Rochdié[Quoi ?] puis au lycée Ferdowsi, puis à l'université de Téhéran et en Suisse. De retour en Iran, il poursuit ses études de droit et devient avocat. En 1956 il part pour la France, pour une mission en compagnie de son épouse lors de laquelle sa fille vient au monde.

### Carrière politique en Iran
Il a commencé son engagement politique dès la faculté de Téhéran et est entré en 1944 dans le Parti « Iran ».
Il a connu Dr Mossadegh après la fin de la Seconde Guerre mondiale (il a collaboré à la préparation du projet de loi concernant la rectification de la loi électorale et également participé au plaidoyer de la défense de Dr Mossadegh). Tout en continuant ses activités politiques d’opposition et sa carrière de juge, il a parallèlement collaboré avec le milieu journalistique en écrivant régulièrement dans plusieurs journaux et publications des groupes libéraux et nationalistes, des articles politiques et juridiques.
À partir de 1963, avec le durcissement de la censure, il a été contraint de donner une forme plus clandestine à ses activités. La lutte contre l’occupation étrangère et la défense de l’intégrité nationale durant  la Seconde Guerre mondiale et l’occupation du pays par des forces alliées et la connivence du parti Toudeh (Communiste) avec l’occupant russe constitue la première dimension de son l’activité politique. Dans un premier temps le rapprochement de la direction de son parti (Iran) avec le Toudeh l'a obligé à le quitter  pour participer à la constitution du « parti de l’union de l’Iran ». Puis, avec le  durcissement des positions du parti démocrate d’Azerbaïdjan (sa région natale) de la mère patrie. Il déclenche, aux côtés d’autres libéraux et nationalistes, une lutte multiforme contre « Piché-Vari » et son parti. Nazih écrivait : « la population de l’Azerbaïdjan avant d’être Azerbaïdjanais est iranienne… » Cette lutte a été poursuivie jusqu’au départ des forces d’occupations Russes et l’élimination du gouvernement fantoche d’Azerbaïdjan.
Il a critiqué dans une brochure publiée par le mouvement de la résistance nationale », la modification que le régime impérial a apportée, par le biais de L’Assemblée constituante, en 1957 dans le texte de la constitution.
En 1961, à travers une lettre ouverte, il critique l’intervention du Chah dans les affaires du gouvernement qui selon lui « aboutit à empêcher le peuple d’exercer son droit souverain ».
En 1977 il propose la création du rassemblement iranien de la défense de la liberté et des droits de l’Homme. L’élection de Nazih, avant la révolution, à la tête de l’ordre des avocats (organisme d’avant garde dans la défense des libertés en Iran) symbolise la lutte pour la liberté et la démocratie en Iran.
Un mois après la victoire de la révolution Nazih, partisan d’un état laïque, dans une interview accordée au journal Keyhan (Téhéran) dénonce l’idée d’une « République islamique ». Il affirme que le mot « islamique » est de trop et que « République d’Iran » est ce qui correspond à l'Iran.
Hassan Nazih a été désigné à la tête de la « Société nationale iranienne de pétrole » (SNIP) avec l’approbation et la demande de représentants des cadres et des employés. Il maintient la presque totalité de l’effectif et la capacité industrielle et technique de la société en absence des techniciens étrangers qui quittaient en masse le pays.
Quelques mois plus tard, à la tribune du congrès plénier des avocats il critique Khomeini et ses partisans, en affirmant : « Monsieur Khomeini arrêtez l’Islamisation du pays… » « … La révolution n’avait pas comme objectif de préserver la religion de je ne sais quel danger ! Toute tentative pour l'application de l'Islam dans les domaines politiques, économiques et sociaux n’est ni réalisable, ni possible ni souhaitable. » ... « Les Iraniens ont souhaité la souveraineté nationale et non pas la souveraineté islamique ! » Cette prise de position a eu un retentissement à travers le pays et dans le monde.
Mohamad Reza Chah dans son livre Réponse à l’Histoire en faisant allusion à ce propos fait l’éloge du courage de Nazih. Avant d’être contraint de quitter le pays, il lance des appels au peuple de Tabriz, lus plusieurs fois à la radio aux mains des insurgés contre le régime.
Il est révoqué de la direction de la société nationale de pétrole et la « justice révolutionnaire » de Khomeini menace sa vie.

### Exil français
Pour s’être opposé à l’ayatollah Khomeini, il a dû fuir l’Iran avec sa famille. Ses biens ainsi que ceux de sa femme et de ses enfants ont été confisqués par le régime islamique. Depuis Paris, Hassan Nazih poursuit son combat contre la République islamique.